# Knappogue Castle
Knappogue Castle (irisch-gälisch: Caisleán na Cnapóige) ist ein Tower House in der Gemeinde Quin im irischen County Clare. Das 1467 errichtete und Mitte des 19. Jahrhunderts erweiterte Gebäude wurde restauriert und kann in geführten Touren besichtigt werden.

## Geschichte
Die ursprüngliche Burg ließ Seán Mac Conmara (oder MacNamara), Sohn von Sioda MacNamara, 1467 erbauen; sie ist ein gutes Beispiel für ein spätmittelalterliches Tower House. Sein Name bedeutet im Deutschen „Burg des Ortes voll von kleinen Hügeln“.
1571 wurde die Burg zum Sitz der Familie MacNamara (Mac Conmara), der Earls of West Clancullen. Donnchadh Mac Conmara war ein Führer der irischen Rebellion 1641 und Knappogue Castle blieb während der gesamten irischen Konföderationskriege der 1640er-Jahre in Händen der MacNamaras. Nach der Rückeroberung Irlands (1649–1653) wurde es in Übereinstimmung mit dem Advenutrers’ Act konfisziert und sein neuer Besitzer war der Parlamentarist Arthur Smith.
Arthur Smith lebte 1659 bis 1661 auf der Burg. Nachdem die Monarchie 1660 wieder eingeführt worden war, wurde Knappogue Castle der ursprünglichen Eignerfamilie MacNamara zurückgegeben. Später verkaufte Francis MacNamara, High Sheriff des County Clare im Jahre 1789, die Burg 1800 an die Familie Scott aus Cahiracon, die in der Folge umfangreiche Restaurierungsarbeiten und Erweiterungen durchführen ließ. 1837 gehörte die Burg William Scott.
1855 erwarb Theobald FitzWalter Butler, 14. Baron Dunboyne, die Burg. Sie wurde zum Familiensitz der Dunboynes. Die Familie ließ die Restaurierungsarbeiten der Scotts weiterführen und einen Salon, einen langen Raum und einen Westflügel anfügen, ebenso wie einen Uhrenturm und eine Toreinfahrt. Der Umbau geschah unter Aufsicht der Architektenbrüder James und George Richard Pain.
Im irischen Unabhängigkeitskrieg (1919–1921) hielt die Grafschaftsverwaltung von County Clare ihre Treffen auf Knappogue Castle ab, wo sie von der East Clare Flying Column bewacht wurde. Michael Brennan, Kommandeur der East Clare Brigade, nutzte die Burg ebenfalls in dieser Zeit als Hauptquartier.
1927 kaufte die Irish Land Commission das Anwesen von Knappogue und die Burg kam in Besitz der Familie Quinn, örtliche Bauern, die sie verfallen ließen. 1966 kaufte Mark Edwin Andrews, früher stellvertretender SecNav, aus Houston in Texas Burg und Anwesen. Er und seine Gattin Lavonne, eine bekannte US-amerikanische Architektin, ließen zusammen mit der Shannon Free Airport Development Company (heute Shannon Heritage) und dem Bord Failte Eireann um 1969 Kappogue Castle umfangreich restaurieren. Man wollte die Burg als Restaurant und Privathaus nutzen.
Die Arbeiten sorgten dafür, dass die Burg größtenteils in den Zustand des 15. Jahrhunderts zurückversetzt wurde, wobei spätere Anbauten, Zeugen der ununterbrochenen Belegung der Burg, integriert und erhalten wurden. Die Andrews verpachteten später einen Teil der Burg für eine symbolische Pacht an die irische Regierung als Kultur- und Touristeneinrichtung.

## Heute
Shannon Heritage kaufte die Burg 1996. Heute dient sie als Veranstaltungsort für Hochzeiten und mittelalterliche Banketts; es werden geführte Touren angeboten.
Der 1817 angelegte, 0,505 Hektar große Garten wurde in seinen ursprünglichen Zustand versetzt. Die Mauern des Gartens wurden mit Kletterrosen, Weinreben und verschiedenen Arten von Waldreben bepflanzt.
Es gibt auch einen Whiskey namens „Knappogue Castle“, hergestellt von der Castle Brands Company, wo zur Zeit Spirituosen von Bushmills abgefüllt werden.